# Berkeley (Kalifornia)

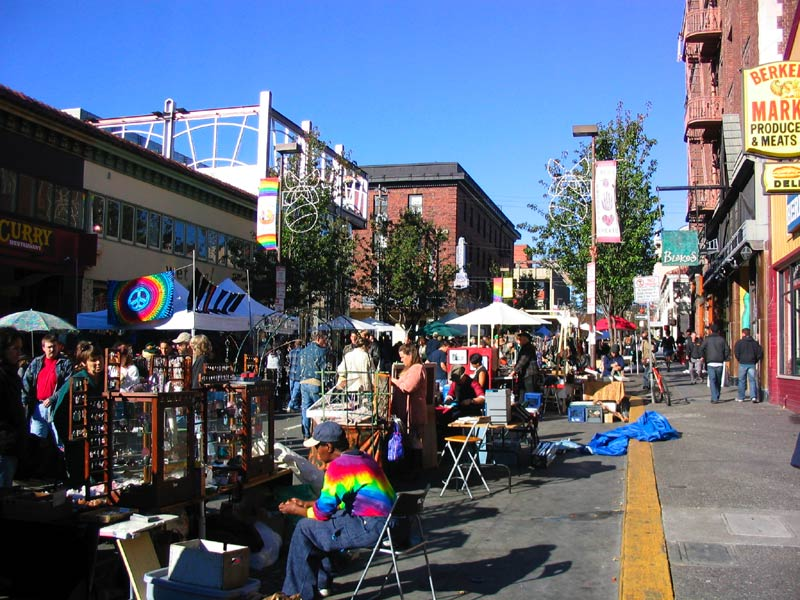
Berkeley, Telegraph Avenue

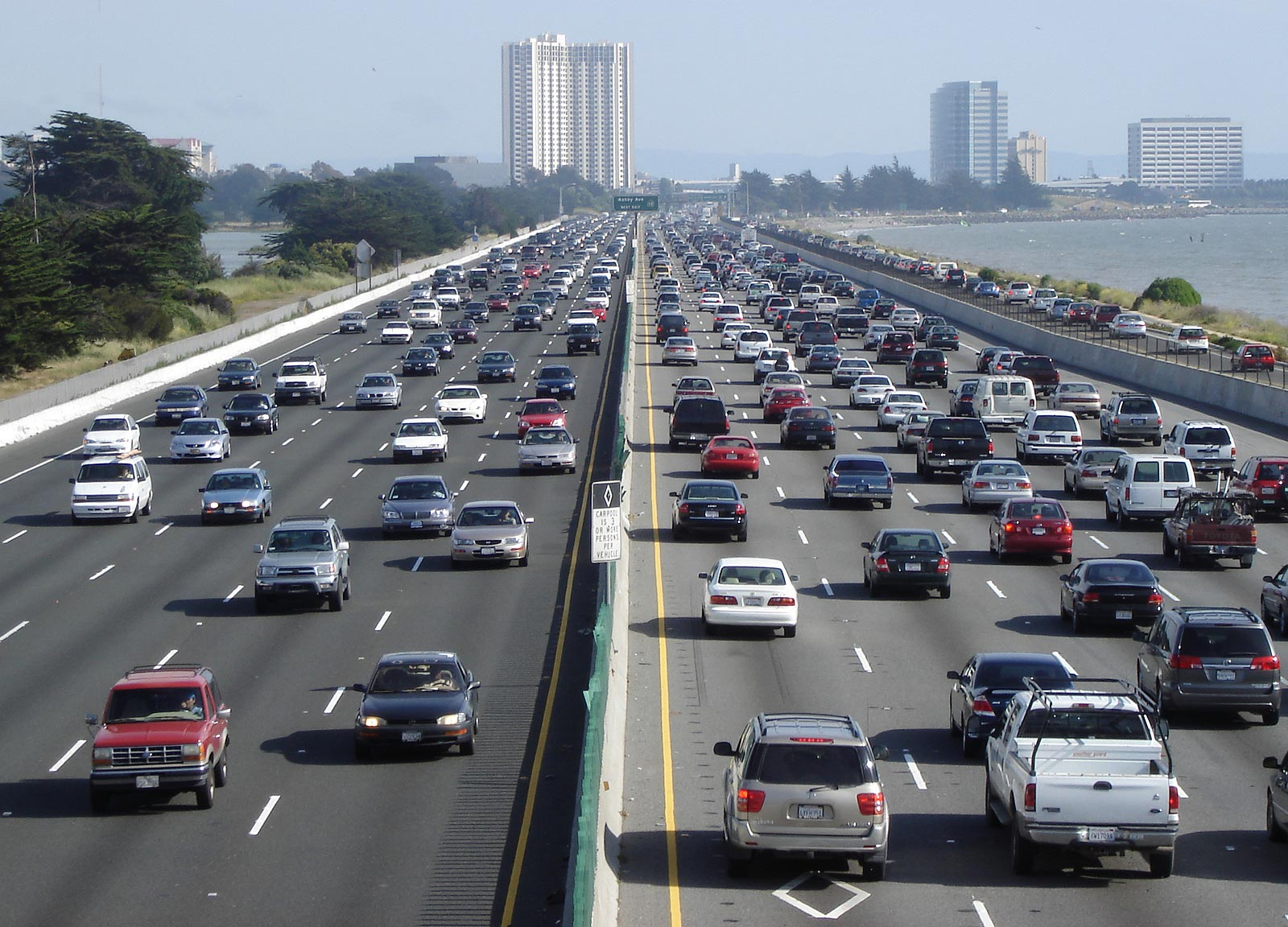
Miasto od strony autostrady I-80

Berkeley – miasto w Stanach Zjednoczonych (stan Kalifornia, hrabstwo Alameda), należące do zespołu miejskiego San Francisco, na wschodnim brzegu zatoki. Założone w 1853 roku, prawa miejskie uzyskało w 1878 roku. Od południa graniczy z siedzibą hrabstwa, Oakland, od wschodu z parkiem regionalnym (regionalny odpowiednik parku narodowego) Tildena. Nazwa miasta wywodzi się od nazwiska George’a Berkeleya, filozofa i biskupa anglikańskiego. Miasto znane jest z kampusu Uniwersytetu Kalifornijskiego, a także lewicowości i liberalizmu, wieloetniczności i wielokulturowości oraz wyszukanej kuchni. W Berkeley mieszka Billie Joe Armstrong, wokalista zespołu Green Day, który też w tym mieście został założony.
Od lat siedemdziesiątych miasto połączone jest z metropolią San Francisco za pomocą systemu metra BART.
W mieście znajduje się ośrodek nauki i badań komputerowych, muzeum, zabudowania uniwersyteckie z XIX wieku.
W przeszłości ośrodek badań jądrowych. W 1986 roku w wyniku lokalnego referendum Berkeley ogłoszone zostało strefą wolną od energii nuklearnej. Mniejszy reaktor uniwersytecki nieobjęty zakazem zastąpiony został ośrodkiem obliczeniowym w latach dziewięćdziesiątych.
Na Uniwersytecie Kalifornijskim, znajdującym się w tym Berkeley, został odkryty w 1949 roku przez Glenna T. Seaborga, Alberta Ghiorso i Stanleya G. Thompsona pierwiastek berkel nazwany na cześć tego miasta.
Siedziba prestiżowego kampusu Uniwersytetu Kalifornijskiego, skąd pochodzi m.in. BSD (Berkeley Software Distribution), popularna rodzina systemów operacyjnych klasy UNIX. W latach sześćdziesiątych kampus Berkeley stał się miejscem protestów studenckich i narodzin amerykańskiego studenckiego ruchu w obronie wolności słowa. Przy uniwersytecie mieści się laboratorium ministerstwa energii – Lawrence Berkeley National Laboratory, a także Lawrence Hall of Science i Mathematical Sciences Research Institute.
Inną ważną instytucją edukacyjną miasta jest zjednoczenie dziewięciu niezależnych uczelni teologicznych różnych odłamów chrześcijaństwa – Graduate Theological Union.
Pochodzi stąd m.in. Nicole Richie.

## Gospodarka
Przemysł głównie maszynowy, metalurgiczny, farmaceutyczny i poligraficzny. Biotechnologiczne centrum badawcze niemieckiego koncernu Bayer AG.

## Miasta partnerskie
- Gao, Mali
- Dmitrow, Rosja
- Blackfeet Nation, Stany Zjednoczone
- Jena, Niemcy
- Ułan-Ude, Rosja
- Yurok Tribe, Stany Zjednoczone
- Uma-Bawang, Malezja
- Sakai, Japonia
- San Antonio Los Ranchos, Salwador
- Oukaise, Południowa Afryka
- Yondó, Kolumbia
- Palma Soriano, Kuba
- León, Nikaragua